# Milda

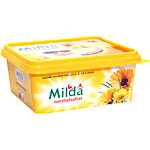
Milda bordsmargarin

Milda är ett varumärke för margarin och gräddprodukter som ägs av Upfield. Milda margarin har funnits på den svenska marknaden sedan 1943. Under senare år tillverkas Milda mat- och bakmargarin, Milda flytande margarin och olika sorters matgräddeprodukter som Milda mat och Milda visp. Tidigare marknadsfördes Milda under namnet Flora utomlands men under senare tid har det engelska varumärket fått ett motsvarande märke även i Sverige, under samma namn, Flora.

## Historia
Milda margarin lanserades 1943, med fokus på husmödrarna i de svenska hushållen. Produkten namngavs Milda för att representerar margarinets milda smak. Milda margarin har sedan starten tillverkats i dåvarande Margarinbolagets fabrik i Helsingborg.

## Marknadsföring
Produkten marknadsfördes bland annat genom receptsamlingar. Receptfoldrar och även kokböcker har fortsatt varit en tydlig strategi kring varumärkets marknadsföring. De fanns även under 1940-talet en ”Milda-gumma” med sjalett och ”piffiga recept” för husmödrarna i folkhemmet. Under 1980-talet var kända krögare såsom Tore Wretman och Erik Lallerstedt Mildas ”ansikte utåt” i kampanjer där de hävdade att de inte kunde känna någon skillnad på om en produkt stekts i smör eller Milda.